# Hiram Mier
Hiram Ricardo Mier Alanis (Monterrey, 25 agosto 1989) è un calciatore messicano, difensore svincolato.

## Carriera

### Club
Debutta da professionista nel 2010, con la maglia del Monterrey.
Durante la Coppa del mondo per club FIFA 2011, va a segno nella partita per il quinto posto contro i tunisini del Espérance Sportive de Tunis per il momentaneo 1-1.

### Nazionale
Convocato per la Coppa America, debutta con la nazionale messicana nel 2011.

## Palmarès

### Club
- CONCACAF Champions League: 2

Monterrey: 2010-2011, 2011-2012

### Nazionale
- Gold Cup: 1

2011
- Oro olimpico: 1

Londra 2012
- Torneo di Tolone: 1

2012